# Hästtjärnen (Lysviks socken, Värmland)
Hästtjärnen är en sjö i Sunne kommun i Värmland och ingår i Göta älvs huvudavrinningsområde.